# Der Zahnweh-Herrgott

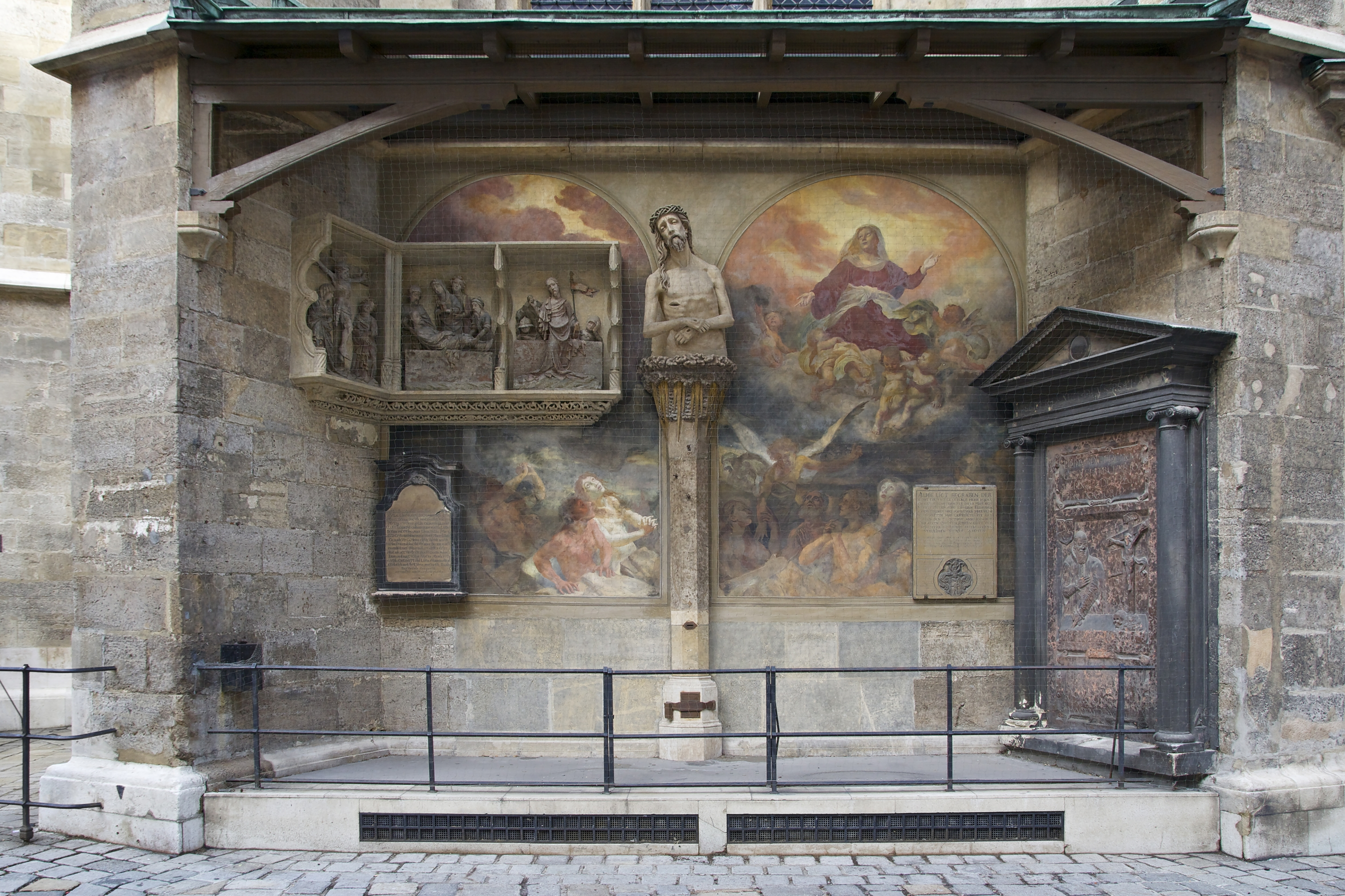
Zahnweh-Herrgott am Wiener Stephansdom

Der Zahnweh-Herrgott ist eine Novelle des österreichischen Schriftstellers Franz Karl Ginzkey (1871–1963), die erstmals 1922 erschien.

## Inhalt
An der Rückseite des Wiener Stephansdoms befindet sich eine bekannte Figur des Schmerzensmannes, die volkstümlich als „Zahnweh-Herrgott“ bezeichnet wird. In den Jugendjahren des Autors ging dieser hier gerne vorbei. Es verband ihn auch folgendes Erlebnis mit der Figur:
Als er noch einige Zeit bis zu einer Verabredung in der Wiener Innenstadt hatte, ging er wartend im Regen spazieren. Ein Ehepaar erregte seine Aufmerksamkeit, dem er folgte. Er beobachtete, wie die Frau ungeduldig auf etwas zu warten schien. Als ihr Mann in die Straßenbahn einstieg, hörte er den Namen der Frau: Magda. Sie ging alleine weiter und stieg am Stephansplatz vor der Figur des Zahnweh-Herrgotts in die Kutsche eines Offiziers. In einer spontanen Regung trat der Autor rasch an die Kutsche heran und rief durch eine Öffnung ins Wageninnere: „Du sollst nicht ehebrechen, Magda!“
Jahre später traf der Autor in der Steiermark mit einem Universitätsprofessor zusammen, den er nur durch die Korrespondenz, aber nicht persönlich kannte. Zu seiner Überraschung handelte es sich um den Mann jener Magda. Während des Abendessens in dessen Haus machte das Ehepaar nun einen sehr harmonischen und im Umgang miteinander liebevollen Eindruck. Er erfuhr, dass dies früher nicht so gewesen war; erst seit sie vor fünf Jahren aus Wien weggezogen waren, hatte sich ihr Verhältnis zueinander merklich gebessert. Seit dieser Zeit war Frau Magda, die bisher eher freigeistig eingestellt gewesen war, sehr religiös und führte stets ein Bild des Zahnweh-Herrgotts mit sich. Unangenehm berührt und seines Jugendstreiches eingedenk überlegte der Autor, ob er der Frau die Wahrheit sagen sollte, die offensichtlich seine damaligen Worte für eine göttliche Mahnung gehalten hatte. Doch dann reiste er wieder ab und „es schien ihm das Beste, dass alles so blieb, wie es der Zahnweh-Herrgott gefügt hatte.“

## Ausgaben
- Von wunderlichen Wegen. Sieben Erzählungen. L. Staackmann, Leipzig 1922.
- Brigitte und Regine und andere Dichtungen. Mit einem Nachwort von Stefan Zweig. Reclam, Leipzig 1924.
- Brigitte und Regine. Novellen. Mit einem Nachwort von Karl Hans Strobl. Neuausgabe. Reclam, Leipzig 1934.
- Meistererzählungen. Paul Zsolnay, Wien 1950.
- Ausgewählte Werke in vier Bänden. Bd. 2 Novellen. Kremayr & Scheriau, Wien 1960.
- Der Zahnweh-Herrgott und andere Novellen. Buchgemeinschaft Donauland, Wien 1982.